# Sinis

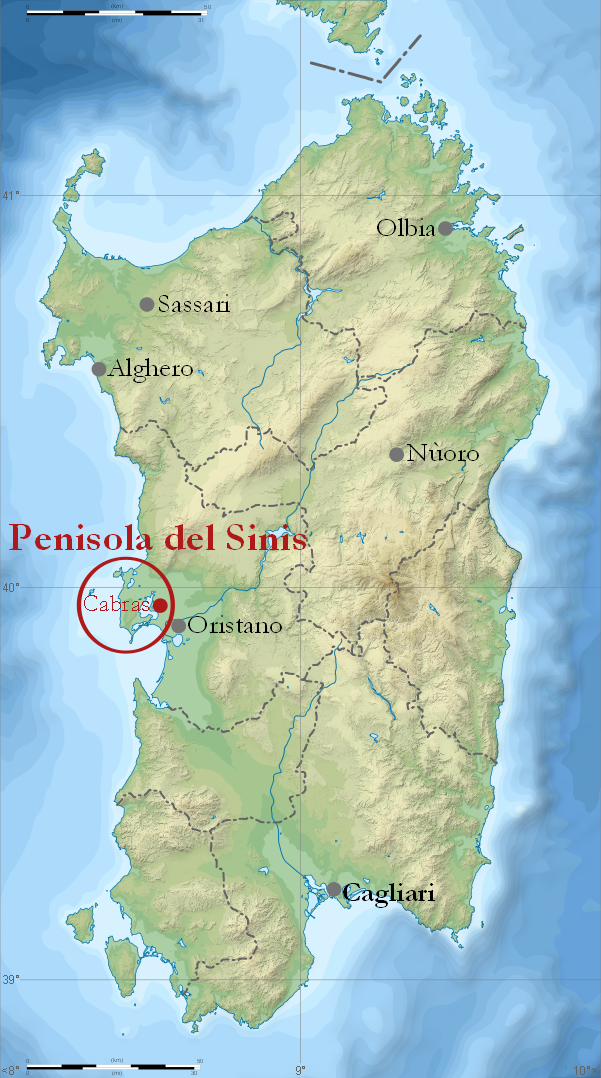
Localizzazione della penisola del Sinis

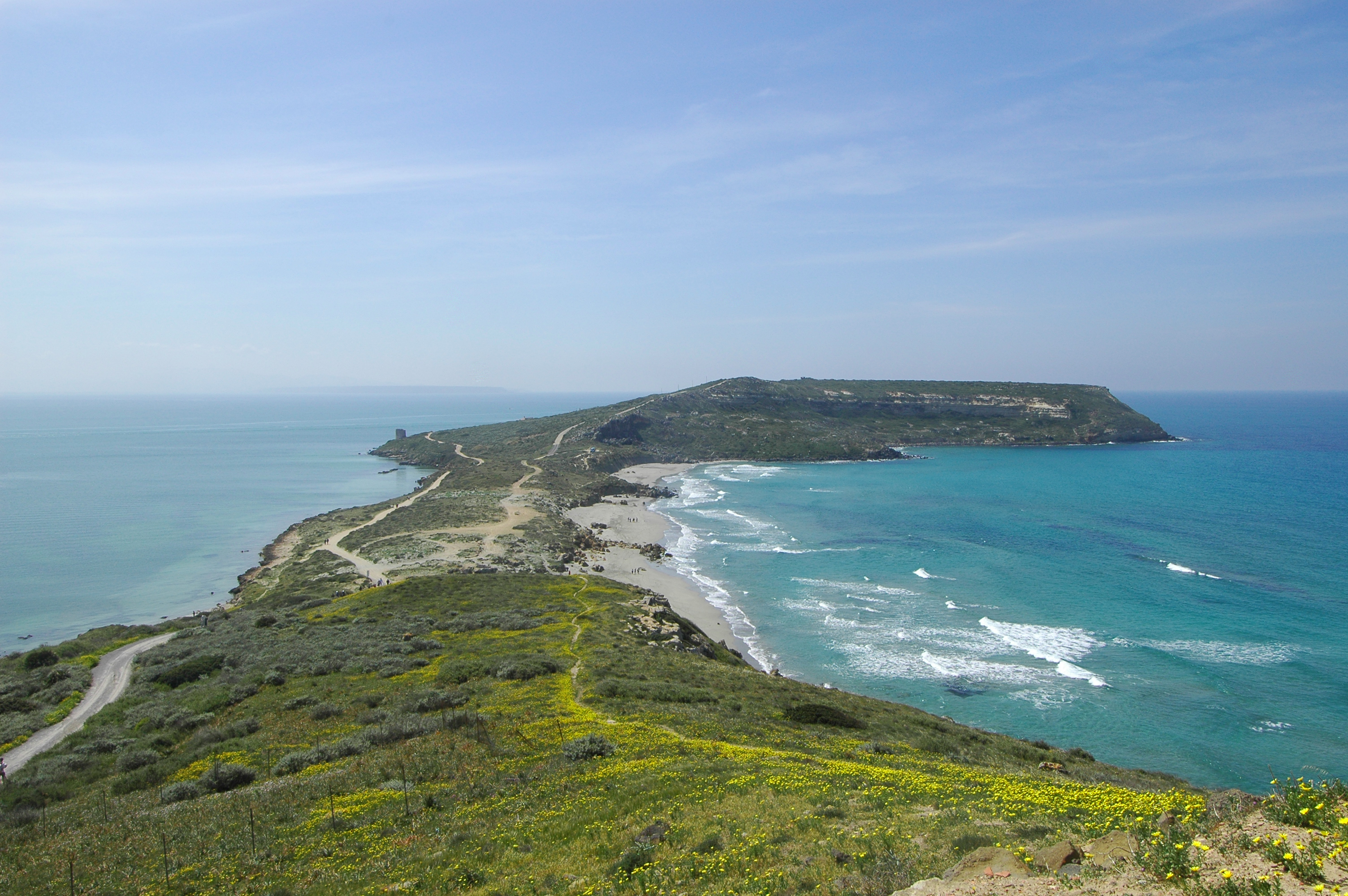
Capo San Marco (Or)

Il Sinis è una penisola della Sardegna centro-occidentale che si trova fra la baia di Is Arenas a nord, ed il Golfo di Oristano a sud. Nel mare ad ovest della penisola si trovano l'Isola di Mal di Ventre (isula de Malu Entu in lingua sarda) e lo Scoglio del Catalano (Su Cadelanu in sardo).

## Geografia
La penisola del Sinis si estende in direzione nord-sud da Capo Mannu fino a Capo San Marco, per una lunghezza di circa 19 km e in direzione ovest-est dal Mare di Sardegna fino allo Stagno di Cabras, per una larghezza che varia da 5 a 8 km.
A precisare meglio il confine orientale si può considerare a nord (tra Is Arenas e lo Stagno di Cabras) la linea tracciata tra la parte più settentrionale dello Stagno di Cabras e il canale di sbocco al mare dello Stagno di Is Benas, a sud (tra lo Stagno di Cabras e il Golfo di Oristano) il canale scolmatore che collega lo Stagno di Cabras al mare attraverso lo Stagno di Màrdini.
Geologicamente il Sinis è per la maggior parte un'area alluvionale ricolmata dai sedimenti provenienti dall'erosione del vicino Montiferru. La raccolta di detriti ha portato ad unire alla terraferma le zone più a nord-ovest e a sud-ovest della penisola che erano quasi sicuramente degli isolotti separati dalla Sardegna. A testimonianza di questo antico arcipelago
è presente, a poche miglia marine ad Ovest del Sinis, la minuscola isola di Mal di Ventre o "malubentu"in sardo
Morfologicamente il Sinis è composto da due zone:
- una parte pianeggiante, che si estende soprattutto nella parte orientale e settentrionale, caratterizzata dalla presenza di numerosi stagni e paludi.
- l'altopiano, nella parte centro-meridionale della penisola, raggiunge una massima elevazione di oltre 90 metri con una media di circa 60 metri.

Vi sono inoltre alcune zone collinari singole quali: la penisola di Capo San Marco, le colline ove sorge l'antica città di Tharros, il Monte Trigu e la zona attorno a Capo Mannu, con terreni basaltici.
La costa si presenta rocciosa nella parte meridionale intorno a San Giovanni di Sinis, procedendo verso nord diventa dapprima sabbiosa (spiagge di Punta Maimoni, Is Arutas, Mari Ermi) quindi, procedendo ulteriormente verso nord, risulta caratterizzata da alte falesie fino a Capo Mannu. Subito sotto Capo Mannu si apre la Cala Saline con la Salina e la spiaggia di Putzu Idu.